# هيدريد التيتانيوم
 هيدريد تيتانيوم ثنائي  مركب كيميائي له الصيغة TiH2 ، ويكون على شكل مسحوق رمادي غامق.